# Емякаси
Емяка́си (рос. Эмякасы, чув. Эмякасси) — присілок у Чувашії Російської Федерації, у складі Малокарачкінського сільського поселення Ядринського району.
Населення — 190 осіб (2010; 224 в 2002, 358 в 1979, 414 в 1939, 435 в 1926, 379 в 1906, 199 в 1858).

## Історія
Історична назва — Ємякаси. Засновано 19 століття як околоток села Мале Карачкіно. До 1866 року селяни мали статус державних, займались землеробством, тваринництвом, слюсарством, виготовленням коліс. 1928 року створено колгосп «Зоря». До 22 липня 1920 року присілок перебував у складі Малокарачкінської волості Козьмодемьянського, до 5 жовтня 1920 року — Чебоксарського, а з до 1927 року — Ядринського повітів. Після переходу 1927 року на райони — спочатку у складі Татаркасинського, з 1939 року — Сундирського, а з 1962 року — Ядринського районів.